# Тетевенско македоно-одринско дружество
Тетевенското македоно-одринско дружество е организация на бежанците от областта Македония и Одринска Тракия, установили се в Тетевен, България.

## История
На 1 юли 1885 година в София, по покана на софийското дружество „Македонски глас“, се събират на конгрес в София представители на 18 македонски дружества от България, сред които и на Тетевенското.
На Първия македонски конгрес, провел се в София на 19 – 28 март 1895 година, е основана Македонската организация, която бързо започва да образува клонове в цялата страна. Тетевенско дружество участва в дейността на Организацията. На Осмия конгрес от 4 до 7 април 1901 година делегат е Михаил Георгиев. Михаил Георгиев е делегат и на Деветия конгрес, провел се от 29 юли до 5 август 1901 година.